# Ергольский сельский округ
Ерго́льский се́льский окру́г (каз. Еркөл ауылдық округі) — административная единица в составе Буландынского района Акмолинской области Республики Казахстан.
Административный центр — аул Токтамыс.

## География
Административно-территориальное образование расположено в северо-центральной части района, граничит:
- на востоке с Вознесенским сельским округом,
- на юге с Капитоновским сельским округом,
- на западе с Карамышевским сельским округом,
- на севере с Бурабайским районом.

Сельский округ расположен на северных окраинах казахского мелкосопочника. Рельеф местности представляет собой в основном сплошную равнину с малыми возвышенностями и малыми лесными зонами (преимущественно на севере).
Гидрографическая сеть представлена рекой Жолболды — которая берёт свой исток с территории округа. 
Климат холодно-умеренный, с хорошей влажностью. Среднегодовая температура воздуха отрицательная и составляет около -3,0°C. Среднемесячная температура воздуха в июле достигает +19,1°C, в январе она составляет около -15,3°C. Среднегодовое количество осадков составляет более 430 мм. Основная часть осадков выпадает в период с мая по август.

## История
В 1989 году существовал как ― Ергольский сельсовет (сёла Ерголка, Гордеевка, Ивановка, Новокиевка).
В периоде 1991―1998 годов Ергольский сельсовет был преобразован в сельский округ.
В 2007 году село Ерголка было переименовано и преобразовано в аул Токтамыс.

## Население
| Численность населения | Численность населения | Численность населения | Численность населения | Численность населения |
| 1989                  | 1999                  | 2009                  | 2020                  | 2021                  |
| --------------------- | --------------------- | --------------------- | --------------------- | --------------------- |
| 2927                  | ↘2162                 | ↘1798                 | ↘1261                 | ↘1140                 |

## Состав
| № | Населённый пункт | Тип населённого пункта      | Население, 1989 | Население, 1999 | Население, 2009 |
| - | ---------------- | --------------------------- | --------------- | --------------- | --------------- |
| 1 | Гордеевка        | село                        | 367             | 372             | 367             |
| 2 | Иванковка        | село                        | 579             | 402             | 331             |
| 3 | Новокиевка       | село                        | 467             | 332             | 260             |
| 4 | Токтамыс         | аул, административный центр | 1 514           | 1 056           | 840             |

## Экономика
Особая роль в структуре экономики принадлежит сельскому хозяйству. На территории округа функционируют:
- 6 ТОО;
- 1 ПТ;
- 32 крестьянских хозяйств.

На территории округа животноводством занимаются 4 КФХ с численностью поголовья:
- КРС — 307 голов,
- МРС — 838 голов,
- лошадей — 402 голов,
- свиней — 77 голов.

Численность поголовья сельскохозяйственных животных у населения составляет: 
- КРС — 1 970 голов,
- МРС — 1 561 голов,
- лошадей — 1 046 голов,
- свиней — 454.

В сфере предпринимательства округ обслуживают 6 магазинов продуктами питания и промышленными товарами. 
Хлеб для населения подвозится из районного центра поставщиками Т. Булатовым, К. Шариповым, а также с города Кокшетау ИП «Достык».

## Инфраструктура
На территории округа находится 3 школы, 1 средняя, 2 основные школы с общей численностью учащихся 158 и педколлектива — 54.
При трех школах округа функционируют мини-центры. Охват детей дошкольного возраста составляет 27 ребенка.
Оказанием медицинской помощи населению занимается 1 сельский фельдшерско-акушерский пункт и 3 медицинских пункта.
Культуру округа представляют: 3 сельских дома культуры и 3 библиотеки. С книжным фондом 16 076 книг, из них на государственном языке — 4 234 книг (26,34%).
Население полностью обеспечено телефонной связью — 400 абонентов и 85 абонентов мегалайн, а также установлено 40 антенн Отау ТВ.

## Местное самоуправление
Аппарат акима Ергольского сельского округа — аул Токтамыс, улица Клубная, дом №9.
- Аким сельского округа —  Сандыбаева Айнур Аманбаевна[1].